# 红砖芋螺
红砖芋螺（学名：Conus tessulatus），是新腹足目芋螺科芋螺属的一种。主要分布于马来西亚、印度尼西亚、中国大陆、台湾，常栖息在潮间带至潮下带。